# Verbot der Vertretung widerstreitender Interessen
Das Verbot der Vertretung widerstreitender Interessen (sog. Interessenkollision, für Rechtsanwälte nach § 43a Abs. 4 BRAO, für Patentanwälte nach § 39a Abs. 4 PAO) besagt, dass ein Rechtsanwalt bzw. ein Patentanwalt keine widerstreitenden Interessen in zumindest teilweise identischen Lebenssachverhalten vertreten darf. Rechtsgüter der Vorschrift sind die dem Rechtsanwalt anvertrauten rechtlich geschützten Interessen der Mandanten und das Ansehen der Anwaltschaft als Teil der Rechtspflege. Damit sollen die Integrität und die geradlinige Berufsausübung des Anwalts sichergestellt werden, worauf die Rechtssuchenden vertrauen. Die Vertretung widerstreitender Interessen untergräbt das Vertrauen der Allgemeinheit in die Integrität der Anwaltschaft.

## Interessenkollision
Eine Interessenkollision im engeren Sinne liegt in einer Vertretung gegenläufiger Interessen in zumindest teilweise identischen Lebenssachverhalten begründet, wobei es sich auch um verschiedene Verfahren handeln kann. In einem weiteren Sinne liegt Interessenkollision vor, wenn die Gefahr der Verletzung einer Verschwiegenheitspflicht bezüglich der von einem früheren Mandanten anvertrauten Informationen besteht oder wenn Kenntnisse aus der Befassung mit einem früheren Mandat einem neuen Mandanten zu ungerechtfertigten Sondervorteilen verhelfen. In der Praxis gestaltet sich die Abgrenzung zwischen einem explizit berufsrechtswidrigen Verhalten und einer bloßen moralischen Anrüchigkeit oftmals als sehr schwierig.
Die Vorschriften zum Verbot der Vertretung widerstreitender Interessen gelten nur für den Kernbereich anwaltlicher Tätigkeit. In diesem Zusammenhang ist zudem zum Schutz der Berufsausübungsfreiheit das Merkmal dieselbe Rechtssache restriktiv auszulegen.
Um der Berufsausübungsfreiheit in Art. 12 Abs. 1 GG angemessen Rechnung zu tragen, muss § 3 BORA bei einem Kanzleiwechsel allerdings verfassungskonform ausgelegt werden. Es liegt deshalb kein Verstoß gegen das Verbot der Wahrnehmung widerstreitender Interessen (§ 43a Abs. 4 BRAO) vor, wenn den Anwalt kein Verschulden trifft sowie tatsächlich keine Interessenkollision und kein Nachteil für den Mandanten entstanden ist.

## Kollisionsprüfung
Bei der Kollisionsprüfung prüft der Rechtsanwalt, ob er oder Kollegen der Kanzlei nicht bereits den möglichen Gegner in derselben Rechtssache vertreten bzw. vertreten oder beraten haben oder er bzw. seine Kollegen mit dieser Rechtssache in sonstiger Weise im Sinne der §§ 45, 46 Bundesrechtsanwaltsordnung befasst waren. Der Anwalt wird bei der Kollisionsprüfung immer abwägen, ob er nicht das angetragene Mandat trotzdem annimmt. Ohne standesrechtliche Regelungen zu verletzen, kann er ein Mandat gegen einen früheren Mandanten annehmen, wenn das Mandatsverhältnis zu dem früheren Mandanten inzwischen beendet ist. Ein wichtiges Indiz für diesen Fall ist, wenn der frühere Mandant im konkreten Fall bereits einen anderen Anwalt mit der anwaltlichen Vertretung beauftragt hat. Nachdem inzwischen der weitaus größte Teil der Anwälte das Prozess- oder Aktenregister in elektronischer Form führen, ist die Kollisionsprüfung mit wenig Aufwand möglich. Voraussetzung ist allerdings, dass in den Anwaltskanzleien eindeutige Richtlinien für die Erfassung der Mandantendaten existieren und die Einhaltung dieser Vorschriften überwacht wird. Insbesondere bei überörtlichen Sozietäten ist die Kollisionsgefahr groß, wenn nicht zeitnah die Datenbestände abgeglichen werden. In früheren Jahren wurden jahrgangsweise chronologische Handaufzeichnungen geführt, die zur Kollisionsprüfung manuell durchgesehen werden mussten.

## Tätigkeitsverbot
Liegt ein Fall einer Interessenkollision vor, hat dies zur Folge, dass ein Rechtsanwalt bzw. ein Patentanwalt ein ihm angetragenes Mandat wegen bestehender oder zu befürchtender Interessenkollision nicht annehmen darf. Wurden mehrere kollidierende Mandate wahrgenommen, sind alle niederzulegen. Es besteht ein Tätigkeitsverbot nach § 45 BRAO. Damit sollen die Integrität und die geradlinige Berufsausübung des Anwalts sichergestellt werden, worauf die Rechtssuchenden vertrauen. Ein Anwaltsvertrag, mit dessen Abschluss der Rechtsanwalt gegen das Verbot verstößt, widerstreitende Interessen zu vertreten, ist nichtig. Dieses berufsrechtliche Tätigkeitsverbot hindert allerdings nicht die Wirksamkeit der anlässlich der Tätigkeit vorgenommenen Prozesshandlungen. Es entspricht anerkannter höchstrichterlicher Rechtsprechung, dass die Wirksamkeit der einem Rechtsanwalt erteilten Vollmacht und der von ihm namens der Partei vorgenommenen Rechtshandlungen unabhängig vom Zustandekommen oder von der Wirksamkeit des Anwaltsvertrages ist.

## Zivilrechtliche Folgen
Ein gegen das Verbot der Vertretung widerstreitender Interessen begründeter Anwaltsvertrag wird regelmäßig wegen des Verstoßes gegen ein Verbotsgesetz gemäß § 134 BGB nichtig sein. Dies hat den Verlust sämtlicher Gebührenansprüche zur Folge.

## Strafrechtliche Folgen
Treten weitere, erschwerende Umstände hinzu, kann auch der Tatbestand des Parteiverrats erfüllt sein. Solche Fälle sind in der Praxis allerdings äußerst selten. Der konkrete Sachverhalt muss schon sehr extrem liegen, damit einmal eine Prüfung der Angelegenheit unter strafrechtlichen Gesichtspunkten in Betracht kommt. Die problematischen Fälle sind deshalb für gewöhnlich nur berufsrechtlich relevant, nicht jedoch strafrechtlich.

## Berufsrechtsnovelle
Von der Novellierung des anwaltlichen Berufsrechts mit Wirkung ab dem 1. August 2022 ist auch das Verbot der Vertretung widerstreitender Interessen betroffen.

## Beispiel
Die Rechtsanwaltskanzlei Höcker, deren Mitglied Maaßen sechzehn Monate lang, vom 1. Oktober 2019 bis zum 25. Januar 2021 gewesen war, vertritt die Alternative für Deutschland (AfD) in einem Verfahren gegen das Bundesamt für Verfassungsschutz (BfV). Die Klage hat zum Ziel, die Beobachtung der AfD durch das BfV zu begrenzen bzw. zu verhindern. Die Partei klagt hierbei gegen eine Beobachtung durch den Inlandsgeheimdienst. Die Behörde schweigt zu diesem Vorgang, weil das Verfahren noch läuft. Die Zeit wies am 25. Januar 2021 darauf hin, dass Maaßen für Höcker tätig ist, worauf nach Veröffentlichung des Artikels Maaßen die Zusammenarbeit mit der Rechtsanwaltskanzlei beendete. Maaßen könnte deshalb gegen das berufsrechtliche Verbot der Vertretung widerstreitender Interessen verstoßen haben, weil er zuvor Präsident des Bundesamtes für Verfassungsschutz, also des Prozessgegners der AfD, gewesen war. Würde sich der Vorwurf eines Berufsrechtsverstoßes gegen Maaßen als zutreffend herausstellen, würde dies die weitere Rechtsfolge nach sich ziehen, dass sämtliche Mitglieder der Rechtsanwaltskanzlei, der Maaßen angehörte, in dieser Rechtssache einem Tätigkeitsverbot unterlägen, das sie daran hinderte, weiterhin für die Mandantschaft tätig zu sein.